# ザ・マル (ロンドン)
座標: 北緯51度30分15秒 西経0度8分7秒 / 北緯51.50417度 西経0.13528度

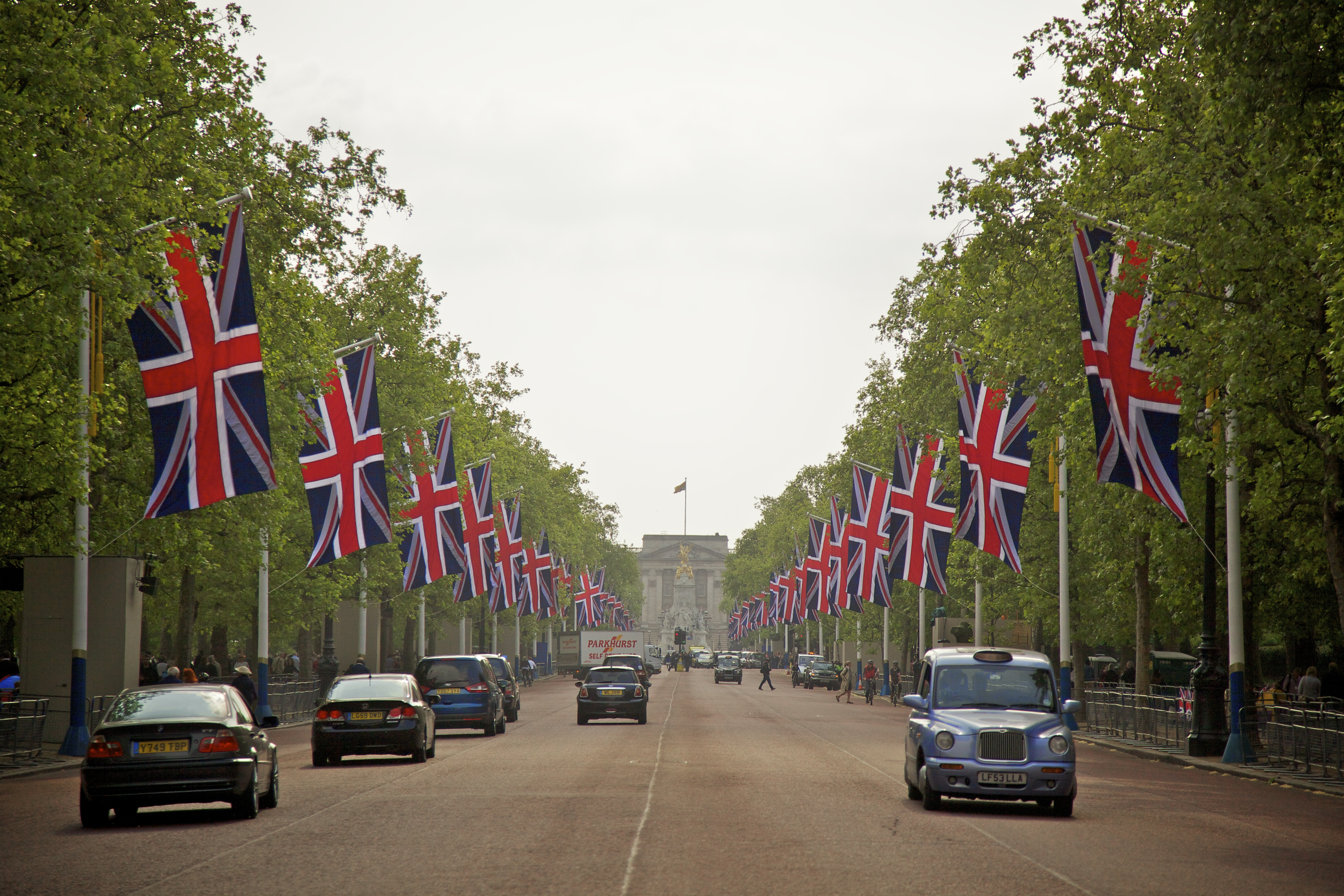
ザ・マル。後方にはバッキンガム宮殿があり、沿路にはユニオン・ジャックが日頃から掲げられている。

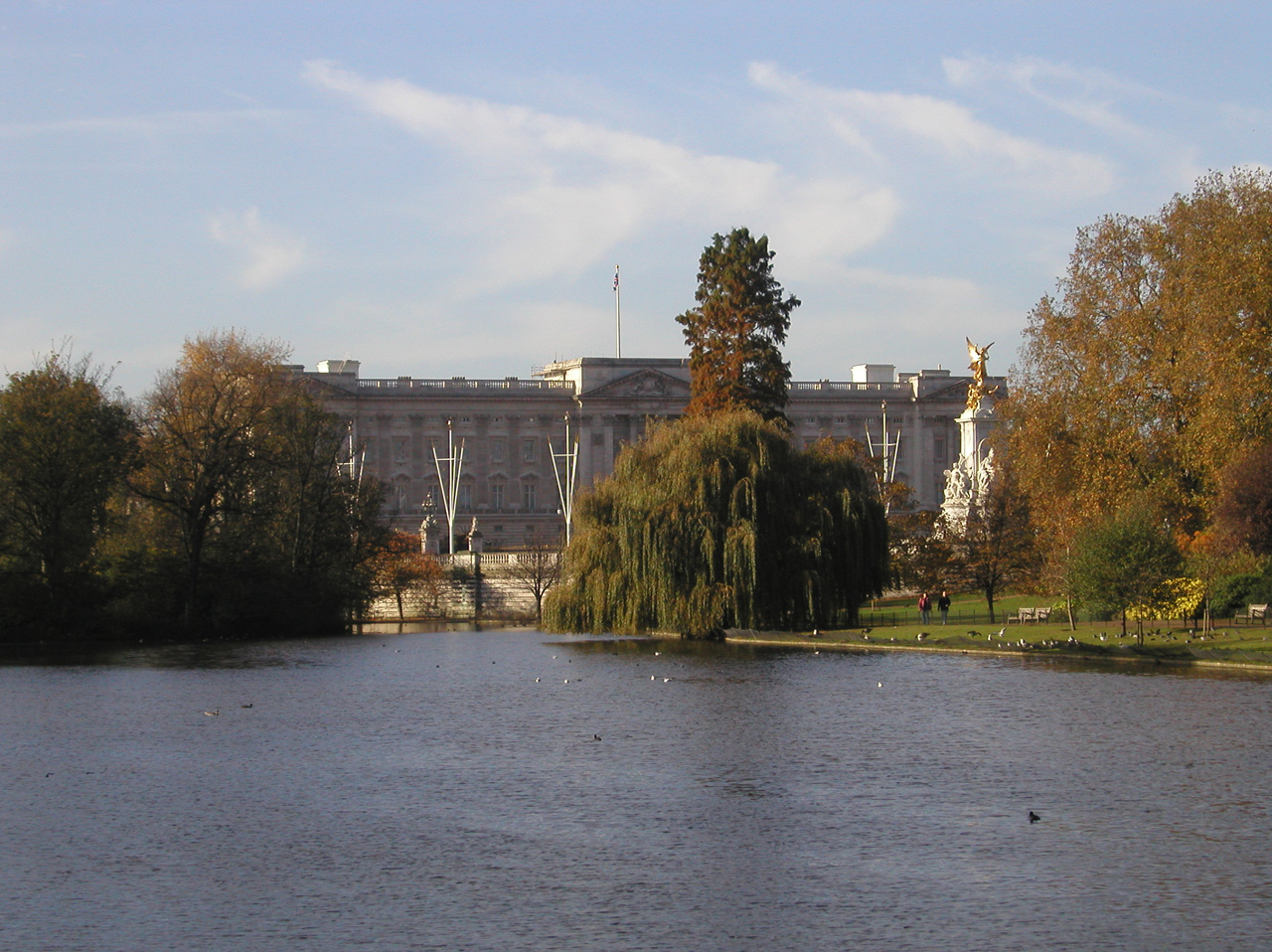
セント・ジェームズ・パーク

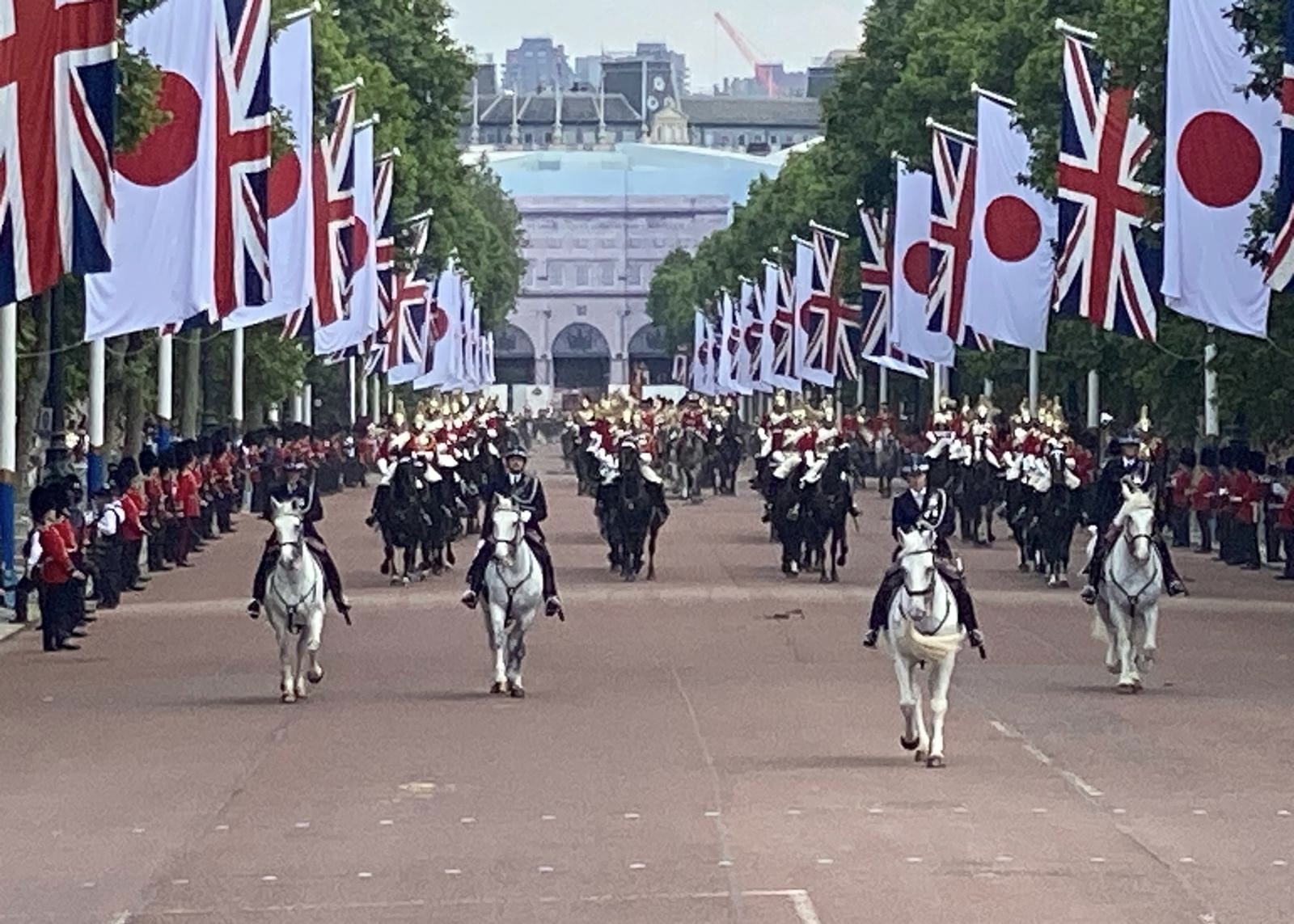
歓迎式典に出席した天皇徳仁と皇后雅子（2024年撮影）

ザ・マル (The Mall [ˈmæl]) は、ロンドンのシティ・オブ・ウェストミンスター（ウェストミンスター区）における南西端のバッキンガム宮殿及び北東端のトラファルガー広場を結ぶ通りで、長さ930mである。日曜日や休日、祭典や儀式が行われる際には交通規制が敷かれる。
ザ・マルの南西端、バッキンガム宮殿正面の位置にヴィクトリア記念碑がある。ここから北東へ進むと、セント・ジェームズ宮殿およびグリーン・パークに向かい合う通りの南側にセント・ジェームズ・パークがある。セント・ジェームズ・パークを抜けてさらに進むと、ホース・ガーズ及び旧ホワイトホール宮殿の傾斜庭であるホース・ガーズ・パレードがある。ここではトゥルーピング・ザ・カラー（軍旗敬礼分列行進式）が女王の誕生日に行われる。ザ・マルの北東端、トラファルガー広場との境界にはアドミラルティ・アーチがある。
ザ・マルは儀式用の道路として19世紀後半から20世紀前半にかけて建設され、サー・アストン・ウェッブの設計によりバッキンガム宮殿の正門を飾るファサードやヴィクトリア記念碑が設置された。このような道路はワシントンD.C.やサンクトペテルブルク、ベルリン、パリ、ウィーンにも見られ、国民国家に欠かせない国家行事を行う場所として用いられる。
イギリスを他国の国賓が訪問する際には、国旗で装飾を施したザ・マルを国賓およびイギリス女王を乗せた馬車が通りバッキンガム宮殿へと向かう。エリザベス2世のゴールデン・ジュビリー（即位50周年記念祭）の際には100万人以上の人々が押し寄せ、宮殿のバルコニーに姿を現すイギリス王室の面々を歓呼で迎えた。
2012年のロンドンオリンピックでは、男女の自転車ロードレース、マラソン、競歩の発着点となった。